# عبیدالله بن سری
عبیدالله بن سری از والیان مأمون بود که پس از مرگ برادرش، محمد بن سری، حکومت مصر را در سال ۲۰۶ هجری قمری/ ۸۲۱ میلادی به فرمان مأمون عهده‌دار شد. اما او که بر فسطاط و غرب مصر نیز تسلط داشت، از اطاعت مأمون سر باز زد. پس از این واقعه، عبدالله بن طاهر به دستور مأمون، عازم نبرد با عبیدالله بن سری شد. او یکی از سرداران خویش را پیشتر فرستاد و خود به دنبال وی برای نبرد با عبیدالله گسیل گشت. سرانجام او با یک حملهٔ سراسری لشکریان عبیدالله را درهم شکست، به طوری که تعدادی زیادی از آنان طلب امان کردند. عبدالله سپس عبیدالله را در فسطاط به محاصره گرفت و اشعاری را در نزدیکی پیروزی خویش سرود. با نزدیک شدن شکست، عبیدالله هزار پسر و دختر را به همراه یک میلیون دینار و به منظور خشنودی عبدالله بن طاهر، به نزد وی ارسال کرد اما عبدالله از قبول آن امتناع کرد و نامه‌ای نیز به شرح زیر به وی نگاشت:
«اگر هدیه تو را در روز می‌پذیرفتم، در شب نیز قبول خواهم کرد. شما مردم، خود به این هدایا شاد شوید که من لشکری بی‌شمار که هیچ با آن نتوان مقاومت کرد، سوی شما خواهم فرستاد».
همزمانی این نامه با ضعف ابن سری، موجب شد تا طلب امان کند و بنا بر نقل یعقوبی، شرطی نیز برای تسلیم تعیین نمود، بدین شرح که هرآنچه از اموال جمع‌آوری کرده، از آن وی باشد که این شرط مورد پذیرش عبدالله قرار گرفت و حتی اعلام کرد که حاضر به گذاشتن گونهٔ خویش بر زمین به منظور اجتناب از هرگونه خونریزی بوده‌است. اگرچه ابن تغری بردی هیچگونه شرطی را برای تسلیم عبیدالله در نظر نداشته‌است. اگرچه عبدالله بنابر صفت همیشگی خویش در راستای جذب قلوب دشمنانش، هدایایی را به آنان اهدا می‌کرد. با شهادت فقها و بزرگان مصر بر امان‌نامهٔ عبیدالله، او در بیست و چهارم صفر سال ۲۱۱ ه‍.ق/ ۸۲۶ م تسلیم عبدالله بن طاهر شد و عبدالله با بخشش ده هزار دینار به وی، او را به سمت مأمون گسیل نمود.